# Peter Kormann
Peter Kormann (n. 21 iunie 1955, Braintree⁠(d), Massachusetts, SUA) este un gimnast artistic ce a reprezentat Statele Unite ale Americii, medaliat olimpic. A participat la o ediție a Jocurilor Olimpice (1976) în care a câștigat o medalie de bronz.

## Participări
Lista de mai jos prezintă principalele competiții la care a participat Peter Kormann de-a lungul carierei.
- gymnastics at the 1976 Summer Olympics – men's floor[*]